# Kholstomer
Kholstomer est une nouvelle de Léon Tolstoï parue en 1885.

## Historique
Kholstomer a été publié dans le tome III des œuvres posthumes éditées par la femme de l'écrivain. Le narrateur est un cheval hongre pie, surnommé l'Arpenteur (en russe Kholstomer - Холстомер).

## Résumé
Nester vient dans l’enclos des chevaux, selle le vieux hongre et emmène le troupeau au bord de la rivière. Le vieux hongre est bousculé par les jeunes juments. La vieille jument Viasopourika le reconnaît, alors tous les chevaux s’assemblent autour de lui et l’écoutent raconter sa vie.
Il est le fils d’Aimable 1er et de Baba. Sa robe est pie, et cela semble un problème pour les hommes ; sa joie était de jouer avec les jeunes juments jusqu'à sa castration : « Il m’arriva une chose affreuse ». Il raconte ses débuts sous le harnais, attelé, ses capacités à la course : il court si vite qu’il est revendu pour ne pas faire de l’ombre aux autres poulains tout d’abord à un maquignon, puis à un hussard, le prince Nicolas, avec qui il passe les deux années les plus heureuses de sa vie.
Mais pour rattraper sa maîtresse qui s’enfuit, le prince le fait galoper pendant vingt-cinq verstes : il lui donne ensuite à boire, il ne s’en remettra jamais. Il est revendu à un marchand, puis à un paysan qui le fait labourer.
Maintenant, c'est la fin : il a la gale. L'équarrisseur le saigne, il tombe. Les chiens et les vautours se jettent sur la carcasse. La nuit, une louve vient se servir. Une semaine plus tard, il ne reste que quelques os.
Le prince ira pourrir dans un cercueil quelques années plus tard : son corps ne servira à rien.

## Procédé stylistique
Le procédé stylistique de Tolstoi selon Victor Chklovski est un « procédé de singularisation ». L'écrivain en « libérer[ant] l’objet de l’automatisme perceptif » voit le monde par les yeux d’un cheval, il s'agit alors de donner et de rendre à certaines idées leur plausibilité et leur étrangeté

## Personnages
- Nester, gardien du troupeau de chevaux.
- Vaska, gardien du troupeau de chevaux.
- Le Général, gérant du haras de Khrénov.
- Le chef de l’écurie, premier propriétaire de l’arpenteur.
- Prince Nicolas Serpoukhoskoï, propriétaire de l'Arpenteur, hussard.
- Théophane, cocher du prince Nicolas.

## Chevaux
- Arpenteur, le narrateur
- Viasopourika, vieille jument

## Extraits
- Il y avait effectivement quelque chose de majestueux dans l’aspect du hongre pie, dans cette combinaison étrange des signes repoussants de la décrépitude que soulignait le pelage tacheté, avec l’attitude calme et assurée d’un animal conscient de sa force et de sa beauté.
- D’où sort ce laideron ? dit il ; le général ne le laissera pas au haras. Eh Baba tu m’as jouée un mauvais tour ! fit-il en s’adressant à ma mère. Si au moins il avait été chauve ! Mais non, c’est un pie.
- Le but des humains ne consiste pas à accomplir ce qu’ils considèrent comme bon, mais à appeler « mien » le plus grand nombre d’objets.

## Édition française
- Le Cheval, traduit par Boris de Schloezer, dans Souvenirs et Récits, Paris, Éditions Gallimard, coll. « Bibliothèque de la Pléiade » no 149, 1961  (ISBN 2-07-010565-2).
- M. Tessier, « Kholstomer (Léon Tolstoï) Histoire d'un cheval (traduction -texte intégral) », sur Mediapart (consulté le 15 mai 2022)